# Àrea Regional de Trànsit
Les Àrees Regionals de Trànsit, o ART, són aquells organismes del cos de Mossos d'Esquadra que s'encarreguen de controlar el trànsit interurbà (i si s'escau també l'urbà) dins del territori de la seva regió. Cada Regió Policial de Catalunya té la seva pròpia ART. Els agents de les ART són els responsables operatius del trànsit a tot el país.

## Funcions

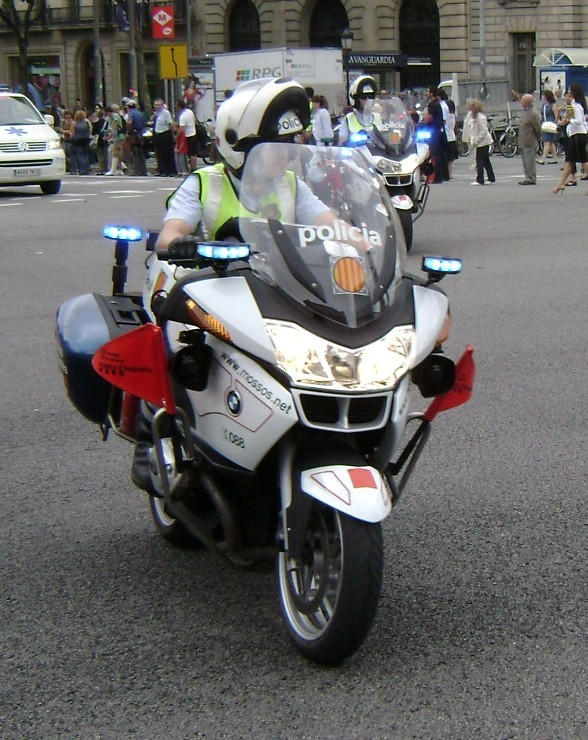
Moto habitual de trànsit.

Segons l'article 143 del Decret 243/2007 les tasques que han de desenvolupar les àrees regionals de trànsit són:
1. La vigilància, el control, la disciplina i la regulació del trànsit i la circulació i el transport de vehicles en vies públiques interurbanes i en travessies de municipis on no existeixi policia local.
2. L'adopció de mesures de vigilància i aplicació de les restriccions quan siguin necessàries per a la circulació de vehicles en les carreteres o en els seus trams.
3. La denúncia de les infraccions de les normes de trànsit, circulació de vehicles de motor i seguretat viària.
4. Les tasques de protecció, auxili i informació a la ciutadania en les vies públiques o d'ús públic.
5. Les tasques relatives a la vigilància, inspecció i control del transport per carretera.
6. L'elaboració d'informes tècnics i d'informes previs a les autoritzacions administratives en matèria de trànsit i transport.
7. La realització d'estudis i anàlisi en relació amb l'accidentalitat en les vies de la regió policial.
8. Les altres que se li encomanin.

Tot i que el cos té una Divisió de Trànsit específica, el control operatiu del trànsit diari de vehicles a peu de carretera està en mans de cada Àrea Regional de Trànsit. Seva és la responsabilitat d'efectuar els controls d'alcoholèmia i drogues, així com de controlar la velocitat a les carreteres. Per dur a terme aquestes tasques elaboren mapes d'incidències per tal de localitzar els principals punts on es produeixen i dirigir-hi la major presència de controls. També vetllen per l'ús del cinturó de seguretat i perquè qui condueix no practiqui conductes que puguin distreure com ara fumar, trucar pel telèfon mòbil, manipular el GPS, canviar la música, etc. les quals produeixen el 80% de l'accidentalitat a les carreteres. Un altre dels deures de les ART és proporcionar ajut als conductors parats al voral per la qual cosa sempre paren quan en localitzen. Una altra de les funcions de les ART és vigilar el trànsit de camions per tal de controlar-ne el tacòmetre, el pes i la càrrega.
També s'encarreguen de la investigació dels accidents de trànsit poc importants (l'ACIA s'encarrega d'investigar els accidents amb més d'un mort com a mínim). I fins i tot fan xerrades d'educació viària a les escoles i les associacions.

### Els controls de drogues i alcohol
Els controls de drogues que efectuen els Mossos d'Esquadra consisteixen a passar un bastonet de cotó per la boca del conductor per tal d'ensalivar-lo, i tot seguit aplicar-hi un reactiu químic que detecta si va drogat i quina és la substància consumida. Els efectes de les drogues són sempre de llarga durada i es poden detectar fins a un límit de temps determinat: l'haixix fins a les 12 hores, els opiacis fins a les 48 hores, la cocaïna fins a les 24 hores, i les amfetamines fins a les 24 hores.
Pel que fa als controls de begudes la prova per mesurar la taxa d'alcoholèmia té dues parts: Primer es procedeix a fer bufar el conductor per un alcoholímetre manual durant 4 segons a través d'una broqueta individual. Si el resultat és positiu (és a dir, que ha consumit) es procedeix al cap de deu minuts a una segona prova amb una màquina instal·lada al cotxe patrulla. A partir de 0,25 mil·ligrams de presència d'alcohol per litre d'aire expirat s'aplica una sanció administrativa consistent en una multa i la retirada de punts del carnet de conduir. Si la presència supera els 0,60 mil·ligrams s'ha comès un delicte penal per la qual cosa el conductor haurà d'afrontar un judici.

## Estructura
Una ART depèn orgànicament de la Regió Policial a què pertany, però actua segons les instruccions tècniques donades per la Divisió de Trànsit. El comandament directe de l'àrea està en mans d'un cap i d'un sotscap (subordinat a les ordres del primer), els quals acostumen a ser un inspector i un sotsinspector respectivament.
Aquestes àrees estan compostes pels organismes policials següents:
- Una Unitat d'Atestats que supervisa els atestats de trànsit que es fan a la regió i executa la reconstrucció dels accidents menys aparatosos que s'hi produeixen (els més importants els assumeix la ACIA).
- Una Oficina Tècnica que planifica les tasques de l'àrea, s'ocupa dels radars, s'ocupa dels transports especials de mercaderies i prepara l'àrea pels esdeveniments que puguin tenir lloc a les seves carretes com ara una cursa ciclista, entre altres tasques.
- Els diversos grups de patrullers que amb cotxes i motos vigilen i proporcionen ajut a les carreteres. Cada ART organitza el territori que té assignat en diferents sectors, al capdavant de cada un dels quals hi ha sempre un sergent o un caporal.

Al principi i al final de cada servei d'un grup de patrullers els agents repassen per escrit que hi hagi tot el material que han de contenir els cotxes i les motos de trànsit: com ara els cons, l'equip de control de drogues i alcohol, les torxes de llum, les armilles reflectores, etc. Com que és bastant nombrós els cotxes de les ART sempre són més grans que no pas els habituals de les ABP. També compten amb les furgonetes d'atestats on es fan els tests definitius.
Cal dir que la feina a aquestes àrees policials és poc agraïda i fins i tot perillosa: cada any moren a Catalunya agents de trànsit durant el compliment del seu deure.
Els mossos que formen part d'aquestes àrees s'han d'haver especialitzat a l'ISPC fent el curs de Trànsit, de nivell tres, que pertany a la família de la seguretat ciutadana.

## El nombre d'ARTs a Catalunya

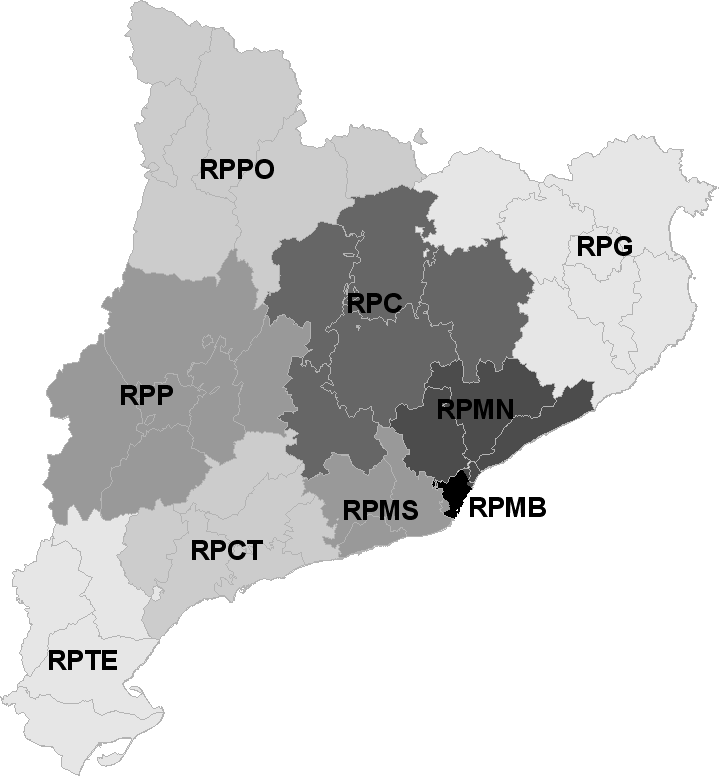
Mapa de les 9 regions policials.

A Catalunya hi ha 8 Àrees Regionals de Trànsit, una per a cada regió policial a excepció de la RPMB perquè a Barcelona el trànsit és exclusivament urbà i està en mans de la Guàrdia Urbana com a policia local:
- ART de la RPMN
- ART de la RPMS
- ART de la RPPO
- ART de la RPP
- ART de la RPG
- ART de la RPC
- ART de la RPCT
- ART de la RPTE